# ピアノソナタ第6番 (プロコフィエフ)
ピアノソナタ第6番イ長調作品82は、セルゲイ・プロコフィエフが1939年から1940年にかけて作曲したピアノソナタ。続く第7番、第8番とともに『戦争ソナタ』と呼ばれ、プロコフィエフのピアノ曲の中でも代表作の一つとされる。初演は1940年4月8日、モスクワでプロコフィエフ自身のピアノによって行われた。

## 概要
プロコフィエフは生涯で9曲のピアノソナタを残しているが（未完成、改作、習作を除く）、第6番から第8番までの3曲の「戦争ソナタ」は、プロコフィエフのピアノソナタの中でも演奏されることの多い、円熟期の作品である。
この第6番のソナタは3曲の戦争ソナタの中で唯一4楽章形式で書かれており、また9曲のピアノソナタの中でも特に規模の大きい作品である。
スヴャトスラフ・リヒテルの愛奏曲の一つで、ライヴを含め多数の録音が残されている。

## 楽曲構成
4楽章からなり、演奏時間は約26分である。
- 第1楽章　Allegro moderato
ソナタ形式。荒々しい冒頭で開始される。この冒頭の主題はフィナーレに大きな関連性がある。対照的に第2主題は抒情性のあるロシアの原始的な民謡的なメロディーである。展開部は感情的で激しいトッカータ風である。
- 第2楽章　Allegretto 
スケルツォを意識したマーチ。明るいがどこか冷たさの漂う作風は、プロコフィエフが得意としている手法の一つである。主題はロシア民謡のメロディーの変形とも見て取れる。
- 第3楽章　Tempo di valzer lentissimo
かなりテンポの遅いワルツで書かれている。古典形式でいうリード楽章に相当する。非常に重く暗い曲調はいかにも戦争時代のプロコフィエフの精神を反映させたような楽章である。
- 第4楽章　Vivace
ロンド形式。イ短調で書かれたリズミカルな動きによって開始される。前述したように第1楽章との関連性が極めて強い。途中の抒情的な部分では第1楽章で登場したモチーフがいくつか登場する。最後は力強さと興奮を増していき、クライマックスで4連続の変ホ音が象徴的に登場する。この4連続の変ホ音は「Vサイン」（モールス符号のV）を暗示している。